# Paranthura neglecta
Paranthura neglecta är en kräftdjursart som beskrevs av Frank Evers Beddard 1886. Paranthura neglecta ingår i släktet Paranthura och familjen Paranthuridae. Inga underarter finns listade i Catalogue of Life.